# 辯天島 (稚內市)

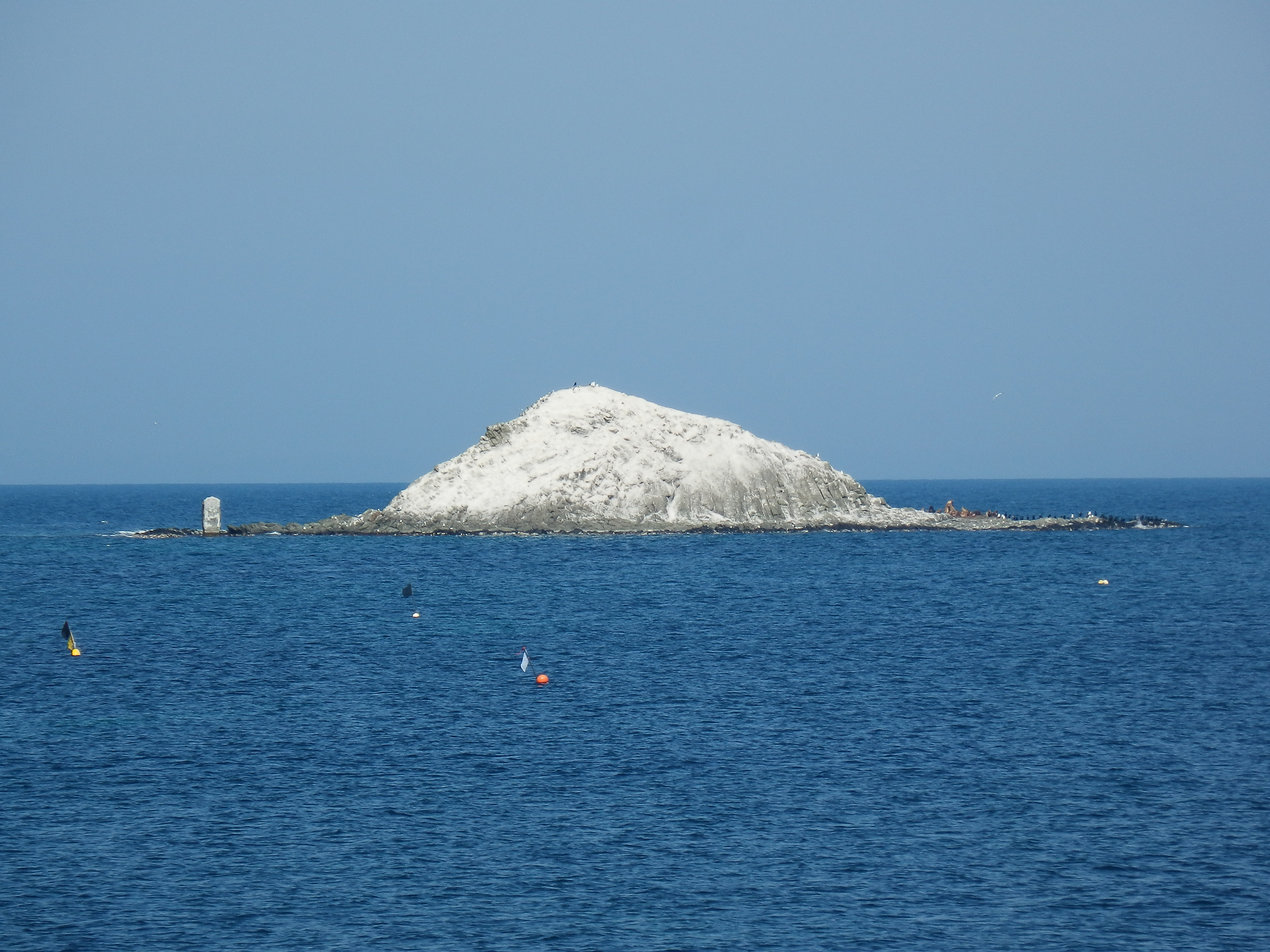
辯天島近景。

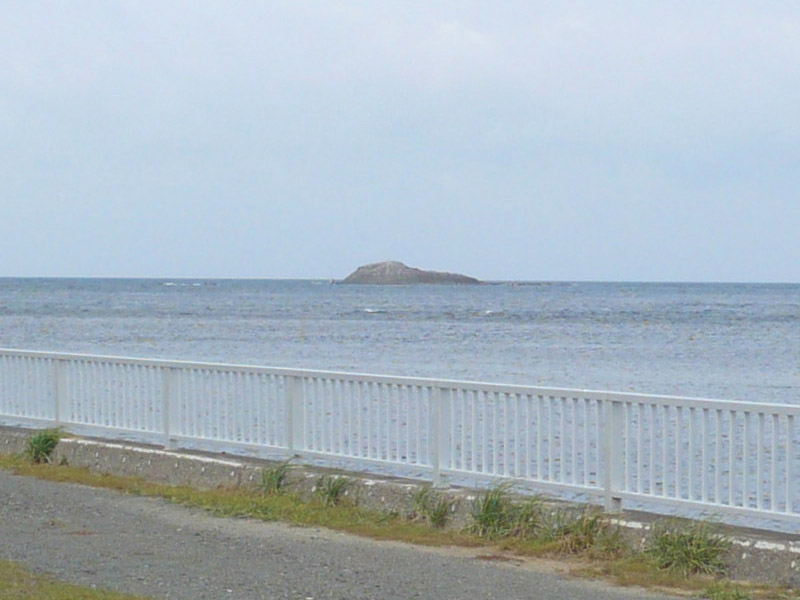
由宗谷岬眺望的辩天島。

辯天島（日语：／ Bentenjima */?）是日本北海道宗谷岬西北方約1公里外的無人島，行政上屬於稚內市管轄。辩天島面積0.005平方公里，島周長0.5公里，島上最高點為海拔20公尺，是日本實際控制領土的最北端。由於在該島上祭祀佛教中的女神「辩才天」（也就是印度教中的辯才天女），因而得名。
辩天島周圍的岩礁和暗礁是海鳥、海獅的棲息地，也有許多海帶和海膽。

## 所在地
- 经纬度：北纬45度31分35秒，东经141度55分9秒[1]
- 邮政编码：098-6758
- 地址：北海道稚内市宗谷岬

## 相關連結
- 辯天島：其他同名島嶼。

## 関連項目
- 海驢島
- 海馬島 (猿払村)

## 外部連結
- （日語）辩天島的北海獅調查[永久]（北海道海洋網）